# Кульчицький Теодор
Теодор Кульчицький (1806, Кульчиці, Самбірський район, Львівська область — 18 серпня 1888, с. Терло, Старосамбірський район, Львівська область, Австро-Угорщина) — греко-католицький священник, у молодості учасник польського листопадового повстання 1830—1831.

## Життєпис
На початку 1830-х рр. навчався у Львівській духовній семінарії.
1831 — разом з кількома колегами перебрався на територію «конґресової» Польщі та приєднався до польського «листопадового повстання». Воював вахмістром у підрозділах кінних стрільців корпусу генерала Дверницького (1831).
Після повернення з Польщі закінчив Львівську духовну семінарію і в 1835 році став священиком.

Як припускають, у 1846 належав до підпільного польського революційного товариства і, ймовірно, був за це ув'язнений (разом із ще двома г.-к. священиками — Минчакевичем і Мійським) в м. Брно (Моравія). Після звільнення був висланий до рідного села Кульчиці, де мешкав близько 15 років. Молодші сучасники згадували його в той час так: 
«Міг він тогди мати, як теперь обчисляю, 46 лїт; але марненькій, похилений, смирний, убогий, невеличкого росту, видавався значно старшим. Пять разів до року приїздив він з Кільчиць до Самбора … помагати катихитови в сповіди учеників. І звичайно послїдний вставав з сповідальницї; єго ласкавий погляд, якась ангельська доброта, що малювалась на лици, притягала до себе особливо молодшу дїтвору; а коли коло инших сповідальниць бувало нераз пусто, то коло него товпилась з одного і другого боку цїла громада молодїжи».

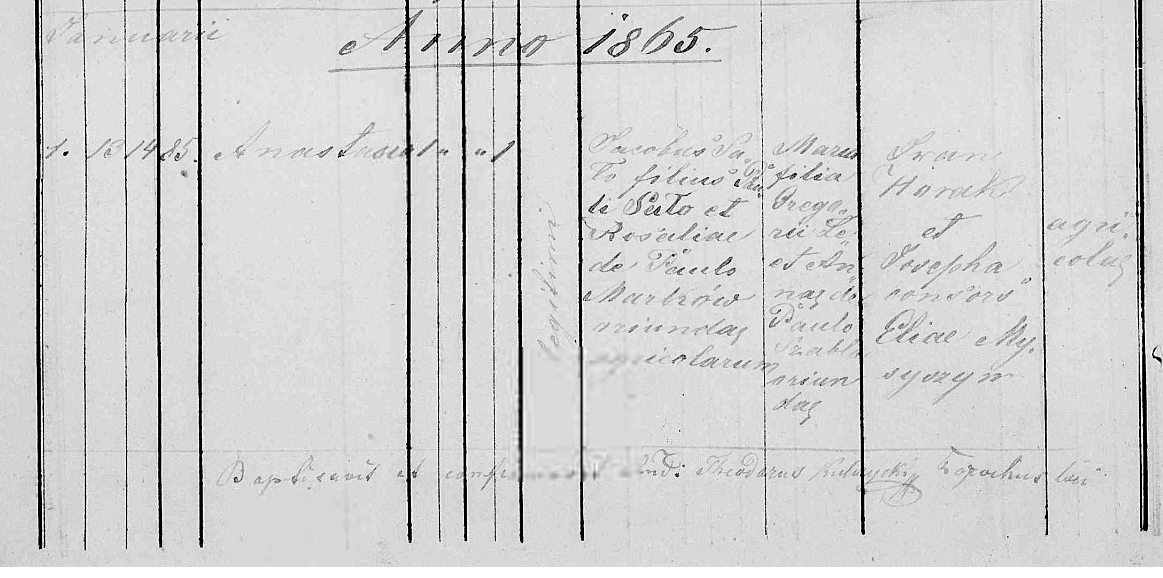
Запис Теодора Кульчицького до метричної книги села Терло 1865 року про народження Анастасії від Якоба Сало (сина Павла Сало та Розалії) та Марії, доньки Григорія. Під записом ім'я та підпис Теодора Кульчицького

У 1862 році отримав парафію в с. Терло.
Про смерть Т.Кульчицького в серпні 1888 згадали львівські газети «Діло» (ч. 174), Kurjer Lwowski та Przegląd polityczny, społeczny i literacki. Польська преса з жалем зазначала, що на похорон Кульчицького, якого поляки нібито вважали за свого героя, не з'явилися представники польської шляхти, зате з'явилося багато греко-католицького духовенства.

Один із сучасників так оцінював життєвий шлях Т.Кульчицького: 
«Пок[ійний] Кульчицкій виховав двох чи трох синів…, що сміло можна их звати окрасою рускої интелигенції. Не вже-ж сміє хто каменем кинути на могилу покійного за те, що вік свій карався за своє… вольнодумство, — але не полонофильство ?.. Годен се зробити хиба той, хто з дїда-прадїда навик гнути спину в ярмо… Та де-ж ті, що були в 1846 р. і ранше, могли рватись з ярма, як не під вольний на око і смілий прапор Польщї? Опісля рїчи змінилися; так змінились і они».

## Джерело
- Аб. Послїдні рускі борцї з польских повстань. // Дѣло, 30.08.1888 [Архівовано 11 червня 2016 у Wayback Machine.]